# 선조어서사 송언신 밀찰첩 및 송언신 초상
선조어서사 송언신 밀찰첩 및 송언신 초상(宣祖御書賜 宋言愼 密札帖 및 宋言愼 肖像)은 대한민국 경기도 용인시 기흥구 상갈로 6, 경기도박물관(상갈동)에 있는 조선시대의 유물 / 일반회화/ 인물화/ 초상화이다. 1987년 12월 26일 대한민국의 보물 제941호로 지정되었다.
2004년 5월 7일 보물 제941호 《선조어서사송언신밀찰첩(부)정조어제선조어서밀찰발외》(宣祖御書賜 宋言愼密札帖(附)正祖御製宣祖御 書密札跋外)에서 《선조어서사송언신밀찰첩및송언신영정》(宣祖御書賜宋言愼密札帖 및 宋言愼影幀)으로 명칭이 변경되었다. 기존의 국가지정문화재(보물)와 관련된 문화재가 추가 지정됨으로써 이를 통합할 수 있는 명칭을 부여함으로써 향후 문화재 보존 관리의 효율성을 기하고자 함이며, 따라서 기존 지정번호상의 문화재는 가지번호 (1)로 하였다.

## 같이 보기
- 송언신

## 참고 자료
- 선조어서사 송언신 밀찰첩 및 송언신 초상 - 국가유산청 국가유산포털